# Pangalloanserae
Pangalloanserae es un clado de aves definido en un estudio del 2001 por Jacques Gauthier y Kevin de Queiroz como «el clado más inclusivo que contiene a Galloanserae pero no a Neoaves». Contiene a las especies pertenecientes al grupo terminal de Galloanserae como también a aquellas del grupo troncal.